# Lijst van Nederlandse schansspringers
Een aantal schansspringers is actief (geweest) namens Nederland. 
In de onderstaande lijst staat een overzicht van de personen die onder een Nederlandse licentie bij de FIS zijn ingeschreven. Hier staan ook oud-springers bij. Alleen de prestaties die op het hoogste niveau namens Nederland zijn geleverd, staan vermeld. Dit is het op het wereldkampioenschap (WK) en in de wereldbeker (WB) waarbij voor de vrouwen ook de resultaten in de Continental Cup (CC) tot en met het seizoen 2010/2011 zijn opgenomen. Pas vanaf dat seizoen is er voor de vrouwen een wereldbeker. 
| FIS status   | FIS code | Deelnemer            | Geboortedatum | WK                                  | WB indiv                                | WB team       |
| ------------ | -------- | -------------------- | ------------- | ----------------------------------- | --------------------------------------- | ------------- |
| niet actief  | 5476     | Oldrik van der Aalst | 01-12-1995    | -                                   | -                                       | -             |
| niet actief  | 6005     | Lars Antonissen      | 31-07-1995    | -                                   | -                                       | -             |
| niet actief  | 3356     | Boy van Baarle       | 18-12-1983    | -                                   | 1x (69e)                                | 2x (10e, 11e) |
| niet actief  | 5477     | Rowan Beukema        | 10-11-1994    | -                                   | -                                       | -             |
| niet actief  | 5317     | Domingo Boland       | 11-04-1990    | -                                   | -                                       | -             |
| niet actief  | 1960     | Melinda Boland       | 21-05-1988    | -                                   | -                                       | -             |
| gestopt      | 2135     | Marcin Golab         | 02-03-1984    | -                                   | -                                       | -             |
| niet actief  | 2909     | Niels de Groot       | 01-05-1981    | 1x springen (56e)                   | 3x (beste: 55e)                         | 2x (10e, 11e) |
| gestopt      | 2955     | Peter van Hal        |               | 2x (beste: 56e (2x))                | -                                       | -             |
| niet actief  | 6500     | Rico de Jong         | 21-05-1994    | -                                   | -                                       | -             |
| gestopt      | 3980     | Gerrit Konijnenberg  | 1963          | -                                   | 5x (beste: 108e)                        | -             |
| niet actief  | 4635     | Christoph Kreuzer    | 09-09-1982    | 1x vliegen (44e), 1x springen (50e) | 7x (beste: 29e)                         | 1x (11e)      |
| niet actief  | 6750     | Bas Lustermans       | 10-12-1998    | -                                   | -                                       | -             |
| niet actief  | 4190     | Ingemar Mayr *       | 30-11-1975    | 3x springen (beste 46e (2x))        | 15x (beste: 22e)                        | 2x (10e, 11e) |
| gestopt      | 2942     | Jeroen Nikkel        | 14-12-1980    | 1x springen (69e)                   | 2x (beste: 45e)                         | 1x (10e)      |
| overleden ** | 5474     | Jermo Ribbers        | 04-04-1993    | -                                   | -                                       | -             |
| niet actief  | 6501     | Joran de Schepper    | 07-02-1997    | -                                   | -                                       | -             |
| gestopt      | 2140     | Leslie Swan          | 01-05-1981    | -                                   | -                                       | -             |
| niet actief  | 8171     | Femke Teeling        | 2002          | -                                   | -                                       | -             |
| niet actief  | 5473     | Lara Thomae          | 29-04-1993    | 1x (31e)                            | 12x WB (beste: 38e) 56x CC (beste: 13e) | -             |
| niet actief  | 5475     | Michel Tuitel        | 08-10-1992    | -                                   | -                                       | -             |
| niet actief  | 8169     | Jon Visser           | 2002          | -                                   | -                                       | -             |
| niet actief  | 5015     | Wendy Vuik           | 25-11-1988    | 3x (beste: 23e (2x))                | 36x WB (beste: 14e) 80x CC (beste: 11e) | -             |
| niet actief  | 6004     | Ruben de Wit         | 02-02-1995    | -                                   | -                                       | -             |
| niet actief  | 5316     | Thomas de Wit        | 12-08-1991    | -                                   | -                                       | -             |

* Ingemar Mayr kwam vanaf januari 2001 uit voor Nederland. Voor die tijd namens Oostenrijk.

** Op 4 januari 2008 kwam Ribbers om het leven na een ongelukkige val tijdens een training van de schans van Oberstdorf.
Gegevens FIS op 04-01-2020